# Quark Publishing System
Das Quark Publishing System (besser bekannt unter dem Akronym QPS) ist ein Redaktionssystem der Firma Quark Inc. Es wird hauptsächlich für die Print-Produktion in der Magazin- und Zeitungsbranche eingesetzt, aber auch bei Werbeagenturen, Katalogherstellern und bei Buchverlagen.

## Geschichte
QPS wurde weltweit 1991 zum ersten Mal vorgestellt, vorher gab es auf QuarkXPress-Basis nur das Redaktionssystem P.INK.
Gerüchten zufolge soll Tim Gill, Gründer von Quark, das zentrale Element, den Dispatch-Server, an einem Wochenende alleine programmiert haben.
QPS 1.0 wurde in Deutschland zuerst produktiv 1992 bei der Zeitung Die Woche eingesetzt.

## Funktionsweise
Neben der Workflow-Steuerung, also dem Routen und Zuweisen von Komponenten, ermöglicht es QPS, gleichzeitig Inhalte (Bilder, Texte) und Gestaltung (Layouts) zu bearbeiten. Diese Elemente werden den entsprechenden Benutzern je nach Status automatisch weitergeleitet und zugeteilt. QPS benachrichtigt Benutzer, die z. B. eine Seite bearbeiten, ob Änderungen in enthaltenen Komponenten stattgefunden haben und aktualisiert diese. Außerdem lässt sich für jedes Element, jede Seite und jede Publikation der jeweilige Status verfolgen.

## Technik
Zentrales Element von QPS ist der QuarkDispatch-Server, der die Anfragen, Rechte und Benachrichtigungen der Benutzer verwaltet, dieser musste in der Version 1 auf einem dedizierten Rechner laufen.
Bis einschließlich Version 3.5 benötigte der Dispatch-Server zwingend einen Macintosh-Rechner, während Clients ab Version 1 für Macintosh und ab Version 2 auch als Windowsvariante verfügbar sind. Unterstützte Clients sind QuarkXPress und InDesign (als Layoutprogramm), QuarkCopyDesk und InCopy (als WYSIWYG-Texteditor) und beliebige andere Programme (beispielsweise Microsoft Word, Adobe Photoshop) als Zulieferer.
Seit Version 7 nutzt QPS einen auf Java aufbauenden „Services Oriented Architecture“ Server, der auf Unix, Mac OS X oder Windows laufen kann.
QPS nutzte bis Version 3.6 keine relationale Datenbank, sondern eine (Quark-proprietäre) RAM-basierte Datenbank. Ab Version 7 unterstützt QPS auch relationale Datenbanken wie Oracle, MS SQL oder HSQL.
Bis Version 2.1 nutzte QPS das Anfang der 90er noch revolutionäre AppleTalk als Kommunikationsprotokoll. Mit Version 2.2 stellte QPS auf das heute gebräuchliche Internetprotokoll (IP) um.

## Markt
QPS ist im Hinblick auf die installierte Basis Marktführer im Bereich Print-Redaktionssysteme mit 900 verkauften Systemen und über 50.000 Arbeitsplätzen im Bereich Redaktionssysteme; inzwischen gibt es aber verstärkt Konkurrenz durch andere Redaktionssysteme entweder auf QuarkXPress-Basis oder InDesign-Basis.

## Beispielkunden
Da Verlage oft unterschiedlichste Redaktionssysteme einsetzen, um nicht von einem Redaktionssystem-Hersteller abhängig zu sein, sind Verlagsreferenzen heute oft Makulatur. Daher beispielhaft nachfolgend einige Objekte, die derzeit (Juni 2007) im deutschsprachigen Raum mit QPS produziert werden:
- Berliner Zeitung, Deutschland, Tageszeitung
- Der Spiegel, Deutschland, Magazin
- Tagesanzeiger, Schweiz, Tageszeitung

## Versionshistorie
- QPS 1.0 (1991): Unterstützung für QuarkXPress 3.1
- QPS 1.1 (1996): Unterstützung für QuarkXPress 3.3
- QPS 2.0 (1998): Unterstützung für QuarkXPress 4, erste Unterstützung für Windows-Clients, Passport-Unterstützung im Server.
- QPS 2.2 (2003): Unterstützung für QuarkXPress 5, erste Version mit IP-Unterstützung
- QPS 3.0 (2004): Unterstützung für QuarkXPress 6, Unterstützung für Mac OS X Server
- QPS 3.5 (2005): Unterstützung für QuarkXPress 6.5
- QPS 3.6 (2007): Server javabasierend, daher auch für Windows.
- QPS 7 (2007): Unterstützung für QuarkXPress 7, Unterstützung für relationale Datenbanken. Wechsel auf „Service Oriented Architecture“, Webeditor zum Bearbeiten von Textfahnen im Internet
- QPS 8 (2008): Unterstützung für QuarkXPress 8, Unterstützung für InDesign und InCopy.[2] Parallelbetrieb möglich.
- QPS 9.0 (2011): Unterstützung von QuarkXPress 9, Unterstützung für das ZAVE und ePUB Ausgabeformat. Unterstützung von AppStudio zur Erstellung von interaktiven Ausgaben für das iPad
- QPS 9.1 (2011): Unterstützung von Mac OS X 10.7 (Lion)